# Trichomonadida
Trichomonadida – rząd wiciowców zaliczanych do typu Metamonada. Ich cechą charakterystyczną jest obecność 4–6 wici, z których jedna (wić sterowa) skierowana jest do tyłu. Oprócz wici, z ich kinetosomów wychodzą także krótkie włókna towarzyszące i włókna parabazalne (wraz z aparatem Golgiego tworzą one aparat parabazalny typu Janickiego). Siateczka śródplazmatyczna skupiona jest wokół jądra komórkowego. Hydrogenosomy pełnią funkcję nieobecnego mitochondrium. Organizmy te nie mają cytostomu i nie tworzą cyst.